# Albero binomiale

Alberi binomiali di grado rispettivamente 0, 1, 2 e 3. Il primo albero è costituito da un solo nodo, il secondo è l'unione di alberi binomiali di grado 0, il terzo è costituito dall'unione di due alberi di grado 2. Il terzo albero è definito ricorsivamente in modo analogo.

Un albero binomiale è un albero ordinato definito ricorsivamente nel seguente modo:
1. l'albero binomiale {\displaystyle B_{0}} è costituito da un singolo nodo,
2. l'albero binomiale {\displaystyle B_{k}} è costituito da due alberi binomiali {\displaystyle B_{k-1}} collegati assieme in modo che la radice di uno dei due alberi binomiali sia figlio sinistro della radice dell'altro.

Un generico albero binomiale {\displaystyle B_{k}} è caratterizzato da alcune proprietà:
1. i suoi nodi sono esattamente {\displaystyle 2^{k}},
2. la sua altezza è esattamente {\displaystyle k},
3. i suoi nodi a profondità {\displaystyle i} sono esattamente {\displaystyle {\binom {k}{i}}}, con {\displaystyle i=0,1,...,k}
4. la sua radice ha grado {\displaystyle k} ed inoltre tale grado è maggiore del grado di ogni altro nodo.

## Grado massimo
Il massimo grado di ogni nodo di un albero binomiale con {\displaystyle n} nodi è {\displaystyle lg(n)}.